# LG K10
LG K10은 LG전자가 2016년 1월 15일 출시한 보급형 저가 스마트폰이다. 원래는 2016년 1월 14일 출시 예정이었으나, 단말기 배송 지연으로 인해 2016년 1월 15일로 연기되었다. LG K 시리즈의 최상위 모델이었다. K 시리즈 특유의 조약돌을 형상화한 페블 디자인이 특징이다. 해외에는 4G LTE 모델과 3G 모델로 나뉘어 출시됐다.

## 해외판

### 미국
미국에선 MetroPCS와 T-Mobile로 2가지 통신사로만 출시되었다. 버전은 안드로이드 (운영 체제) 6.0 마시멜로로, 가격은 $160으로 한화 약 20만원 정도이다.

## 운영체제 / 소프트웨어

### 안드로이드 5.1.1 롤리팝
LG K10은 5.1.1 롤리팝을 탑재하여 출시했다. 마시멜로 6.0으로 업데이트가 가능하다. 일부국가는 안드로이드 6.0 마시멜로를 탑재하여 출시하였다.

### 안드로이드 6.0 마시멜로
2016년 6월 23일, K10에 6.0 마시멜로가 배포되었다. 5.1 롤리팝과 크게 달라진 점은 없지만 배터리 최적화 기능이 적용되고 4자리만 지원하던 노크 코드를 6자리에서 8자리까지 선택할 수 있도록 변경되었다.

## 특수 기능

### 노크 코드
화면이 꺼진 상태에서 설정한 패턴대로 화면을 터치하면 화면이 켜짐과 동시에 잠금도 함께 풀리는 기능이다. G 프로 2에서 처음 공개되었다.

### 제스처 샷
손바닥을 펼치고 주먹을 쥐면 3초 후 사진이 찍히는 기능이다.

### 제스처 인터벌 샷
손바닥을 펼친 상태에서 카메라를 향해 주먹을 두 번 연속 쥐었다 펴면 사진이 연속으로 4장이 촬영되는 셀피 기능이다.

### LG QUICK COVER VIEW
퀵커버 케이스를 통해 문자, 알람, 전화, 날씨 등의 정보를 미리 확인할 수 있는 기능이다.

## 액세서리

### QUICK COVER 케이스
오른쪽 테두리 부분을 뚫고 반투명 플라스틱으로 통해 시간, 요일, 날씨, 애플리케이션 알림 등의 정보를 받거나 전화 수신이 되는 케이스이다. 색상은 본체 색상에 맞게 인디고 블랙과 화이트가 있다.

## 색상
- 인디고 블랙
- 화이트
- 골드 (대한민국 미출시)

## 같이 보기
- LG K3
- LG K4
- LG K5
- LG K7
- LG K8
- LG K10 2017

## 경쟁 기종
- 삼성 갤럭시 J5
- 삼성 갤럭시 J3 (2016)
- 삼성 갤럭시 J5 (2016)